# George Bush Presidential Library and Museum
Ne doit pas être confondu avec George W. Bush Presidential Center.
Le George Bush Presidential Library and Museum « Musée et Bibliothèque Présidentielle George Bush » est la bibliothèque présidentielle et le musée du 41e président des États-Unis, George H. W. Bush
Elle est située sur un site de 360 000 m2 à l'ouest du campus de la Texas A&M University à College Station au Texas, conçue par le cabinet d'architecte HOK. 
Elle est dirigée par la National Archives and Records Administration (NARA), les Archives nationales américaines, et abrite plus de 38 millions de pages des papiers personnels et des documents officiels de la vice-présidence et de la présidence de George H. W. Bush. 
Elle fut inaugurée le 6 novembre 1997 en présence du président de la fondation de la bibliothèque, Jeb Bush, du gouverneur du Texas George W. Bush, du pasteur Billy Graham et des présidents des États-Unis Ford, Carter, Clinton avec leurs premières dames. N'est pas présent Ronald Reagan (représenté par sa femme Nancy), dont Bush fut le vice-président, en raison de sa maladie d'Alzheimer.

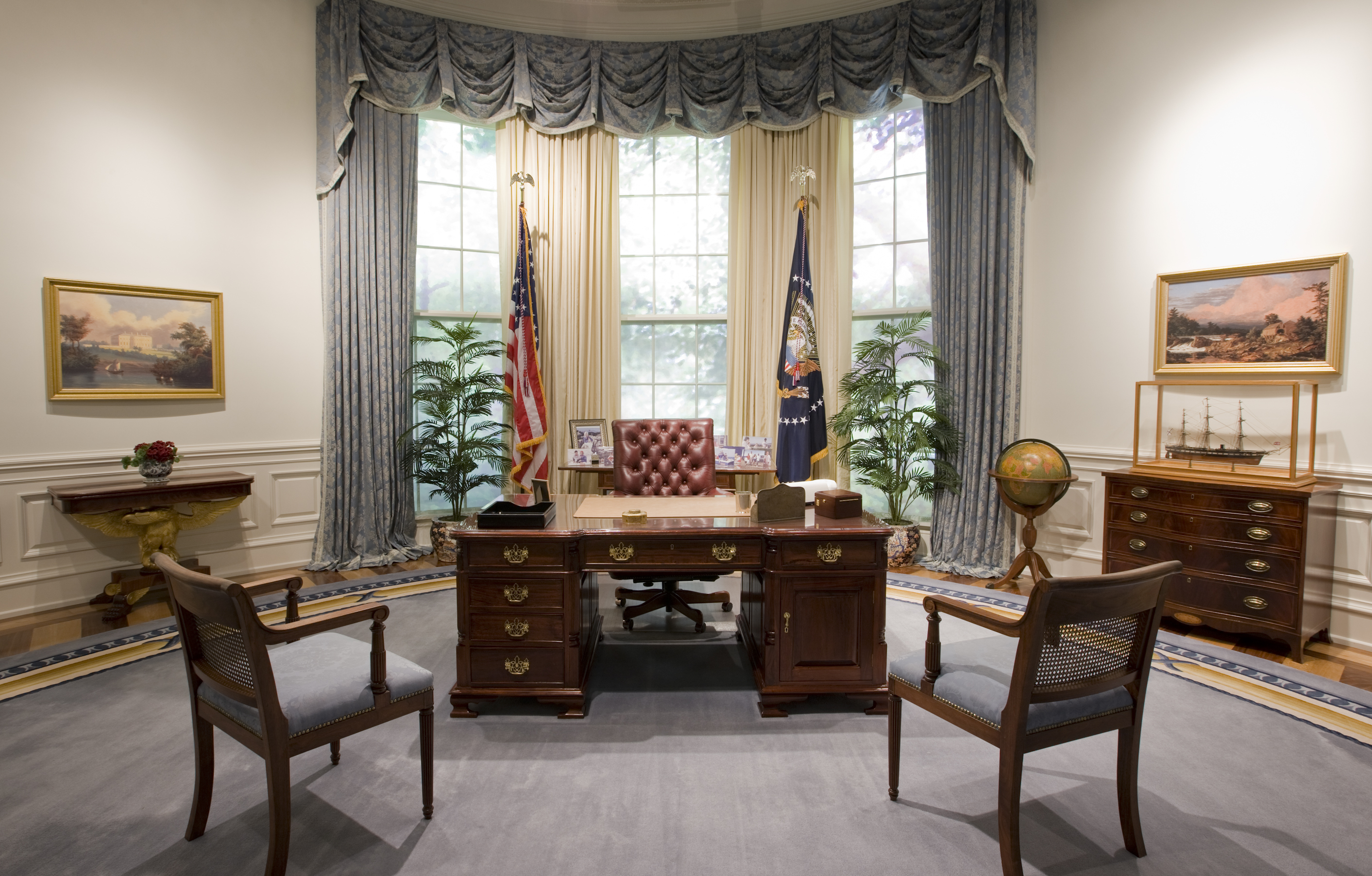
La réplique du bureau ovale du président Bush

Le musée comprend lui 1 600 m2 d'exposition permanente et 300 m2 d'exhibition temporaire. L'exposition permanente expose le meilleur de la collection du musée retraçant la vie de George Bush et les événements historiques vécus sous sa présidence. Les expositions temporaires explore des sujets de l'administration Bush, de l'histoire ou des présidents américains, etc. En avril 2007, le musée ferma pendant 6 mois pour une rénovation complète. Depuis sa réouverture, l'exposition permanente comprend en plus une réplique du bureau ovale tel qu'il existait au temps de George Bush. Si des répliques du bureau ovale sont fréquentes dans les bibliothèques présidentielles, les visiteurs peuvent entrer dans celle-ci et s'asseoir derrière le bureau présidentiel. Sur la façade du bâtiment est inscrit un extrait du discours sur l'état de l'Union en 1991, justifiant le devoir de la guerre du Golfe "Let future generations understand the burden and the blessings of freedom. Let them say, we stood where duty required us to stand".

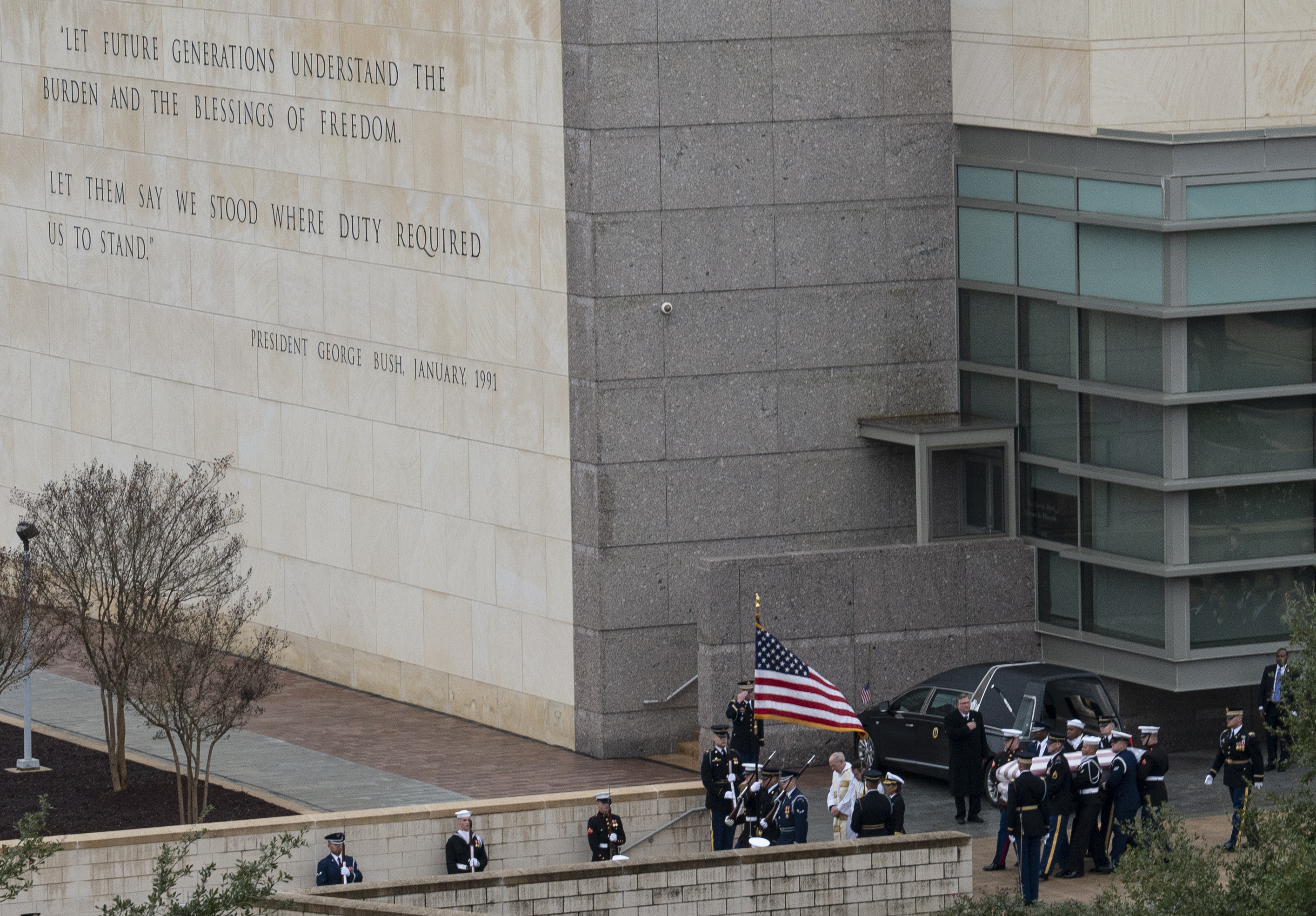
Le cercueil de Bush à la Bibliothèque en route vers l'inhumation, avec la citation en façade.

À l'est de la bibliothèque, dans le parc, est établi une parcelle, le lieu d'inhumation de l'ancien président, de sa femme et leur fille Robin, morte jeune. Le couple y est enterré en 2018,.
Elle est distincte du George W. Bush Presidential Center, bibliothèque présidentielle de George W. Bush, ouverte à University Park au Texas en 2013.